# Ним (футбольный клуб)
«Ним Олимпик» (фр. Nîmes Olympique, французский: [nim ɔlɛ̃pik] (слушать)о файле), также известный по сокращённому названию «Ним» — французский футбольный клуб из города Ним. Основан 10 апреля 1937 года. Домашние матчи проводит на стадионе «Стад де Костьере», вмещающем более 18 тысяч зрителей.
Выступает в Насьонале, третьем по силе дивизионе в системе футбольных лиг Франции.

## История
Первый футбольный клуб в городе Ним был создан ещё в 1901 году под названием «Спортинг» 21-летним Анри Муньером, который вернувшись из Англии под влиянием увиденного решил организовать в родном городе футбольную команду. Сначала в новую команду приглашали играть только юных протестантов.
В 1935 году из-за финансовых затруднений спортивный клуб «Нимуа» прекратил существование. На его базе 10 апреля 1937 года в другом районе города при поддержке местных предпринимателей был основан новый футбольный клуб «Ним Олимпик».
Наилучшим достижением клуба в высшей лиге французского футбола Лига 1 является второе место в сезонах: 1957/58, 1958/59, 1959/60, 1971/72. В Кубке Франции они достигали финала в 1958, 1961, 1996 годах. Кроме того, победа в Лиге 2 в сезоне 1949/50 и вторые места в сезонах 1967/68, 1990/91, 2017/2018. В сезоне 2011/12, заняв первое место, команде удалось выиграть национальный чемпионат, что позволило вернуться в Лигу 2.
20 марта 2015 года Профессиональная футбольная лига Франции вынесла решение по делу бывшего президента «Нима» Жана-Марка Конрада, который подозревался в организации договорных матчей ради спасения команды от вылета в сезоне 2013/14. Бывшего главу команды признали виновным и отстранили от любой футбольной деятельности на семь лет. Владелец клуба Серж Каспарян получил 10-летнюю дисквалификацию. Саму команду приговорили к понижению в классе по окончании чемпионата. Спустя два месяца апелляционный комитет федерации футбола Франции принял решение о смягчении приговора и отмене понижения в классе. Новый сезон «Ним» начал с показателем «—8» в графе «очки».

## Достижения

### Национальные титулы
Чемпионат Франции
- Серебряный призёр (4): 1957/58, 1958/59, 1959/60, 1971/72

Чемпионат Франции (Лига 2)
- Победитель (2): 1949/50, 1990/91

Кубок Франции
- Финалист (3): 1957/58, 1960/61, 1995/96

Суперкубок Франции
- Финалист: 1958

### Международные титулы
Кубок Альп
- Обладатель: 1972
- Финалист (2): 1976, 1980

## Выступление клуба в еврокубках
| Сезон   | Турнир       | Раунд        | Страна          | Клуб              | Счёт     |
| ------- | ------------ | ------------ | --------------- | ----------------- | -------- |
| 1971/72 | Кубок УЕФА   | Первый раунд | Флаг Португалии | Витория (Сетубал) | 0-1, 2-1 |
| 1972/73 | Кубок УЕФА   | Первый раунд | Флаг Швейцарии  | Грассхоппер       | 1-2, 1-2 |
| 1996/97 | Кубок кубков | Первый раунд | Флаг Венгрии    | Гонвед            | 3-1, 2-1 |
|         |              | 1/8 финала   | Флаг Швеции     | АИК               | 1-3, 1-0 |